# Henry Morris Naglee
Henri Morris Naglee est un général de brigade américain de l'Union. Il est né le 15 janvier 1815 à Philadelphie, en Pennsylvanie et est décédé le 5 mars 1886 à San Francisco, en Californie. Il est inhumé au Laurel Hill Cemetery. Il est l'époux de Marie Antoinette Ringgold et le père de 2 filles. Il sort diplômé de Académie militaire de West Point en 1835.

## Avant la guerre
Henry Naglee fait carrière comme ingénieur civil. Il participe à la guerre du Mexique, avec le grade de capitaine, avec le 1er régiment d'infanterie des Volontaires de New York qui est basé en Californie et au sein duquel il dirige une compagnie.
Après cette parenthèse, il revient à la vie civile et travaille désormais dans le secteur bancaire et immobilier.

## Guerre civile
Il est lieutenant-colonel dans le 16ème régiment d'infanterie de l'armée américaine avant de démissionner, en janvier 1862,  pour le grade de général de brigade dans l'armée des Volontaires.
Il sert alors comme commandant de brigade dans l'armée du IVe Corps du Potomac lors de la campagne péninsulaire. Il est blessé lors de la bataille de Fair Oaks.
Au printemps 1863, il dirige le VIIe Corps et le district de Virginie où il s'oppose au gouverneur unioniste Francis H. Pierpont qui exige la confiscation des biens personnels des habitants du Sud refusant l'allégeance au Nord. Il est ainsi relevé de son commandement à la suite de son refus d'appliquer cet ordre.
Jusqu'en avril 1864, il est posté à Cincinnati où « il attend les ordres » qui n'arrivent pas et est libéré de son engagement.

## Après la guerre
Henry Naglee s'installe en Californie, près de San José, où il a acquis, en 1858, un domaine où il fait construire une maison « Naglee Park » et aménage un vignoble ainsi qu'une distillerie dans laquelle il fabrique du brandy.
Par ailleurs, il est impliqué dans deux scandales :
en 1858, il rencontre Mary Schell avec qui il correspond pendant la guerre. Après leur rupture, elle publie ses lettres d'amour.
En 1877, Emily Hanks, nourrice de ses filles, lui intente un procès en affirmant qui lui avait promis le mariage.